# Chronomonaut
Chronomonaut is een studioalbum van Glass Hammer. De band met leiders Schendel en Babb namen het album in 2018 op in hun eigen Sound Resources geluidsstudio te Chattanooga (Tennessee). De partijen van Chris Herin werden opgenomen in de Dead Moth Studio.
Het conceptalbum is min of meer een vervolg op Chronometree, het album van Glass Hammer uit 2000, dat gelijktijdig met Chronomonaut is geremasterde vorm uitkwam. Hoofdpersoon Tom Lively probeert daarbij met zijn band The Elf King in de jaren tachtig zijn weg de vinden binnen de dan onder invloed van de punkmuziek tanende niche van progressieve rock. Om inspiratie op te doen maakt het een tijdreis naar de jaren zeventig waarin die muzieksoort floreerde. Hij is tevens bang dat hun albums worden gebruikt door buitenaardse wezen ter realisatie van tijdreizen. Daarna werd niets meer van hem vernomen.
Het album is enigszins autobiografisch; Schendel en Babb waren en bleven fans van progressieve rock uit de jaren zeventig, waarbij achteraf vonden dat ze die muziek (veel) te serieus hebben genomen. Alhoewel zij er niet geheel op uit waren interpreteerden de vier gitaristen het ook richting die jaren op, zij waren in de leeftijd variërend tussen 18 tot ouder dan 50. Babb gaf aan dat de opname (in terugblik) overeenkomsten vertoonden met de muziek van Rush, Chicago (blazers) en Camel. 
Het album werd goed ontvangen binnen de progressieve rock, een notering in een albumlijst was niet weggelegd voor Chronomonaut.

## Musici
- Steve Babb – basgitaar, toetsinstrumenten, zang
- Fred Schendel – gitaar, achtergrondzang
- Aaron Raulston – drumstel
- Susie Bogdanowicz, Matthew Parmenter, Patton Locke – zang
- Brian Brwer – gitaar, mandoline (tracks 3 en 5)
- Phil Stiles – gitaar (track 9, deel 1)
- Chris Herin – gitaar (tracks 2 en 10)
- Reese Boyd – gitaar (tracks 2, 6 , 9 deel 2 en 12)
- Jamison Smeltz – saxofoon (track 4)
- Tommy Ogle – saxofoon (tracks 2, 10)
- Brian Poteet – trombone (tracks 2, 10)
- Stephen Beardon – trompet (tracks 2, 10)
- Randall Williams – drumstel (track 3)

## Muziek
Alle muziek en teksten geschreven door Babb (meestentijds) en Schendel

| Nr. | Titel                                                                           | Duur  |
| --- | ------------------------------------------------------------------------------- | ----- |
| 1.  | The land of lost content                                                        | 1:54  |
| 2.  | Roll for initiative (I:Chaotic neutral, II:Natural twenty)                      | 7:43  |
| 3.  | Twilight of the godz                                                            | 8:13  |
| 4.  | The past is past                                                                | 9:56  |
| 5.  | 1980 Something                                                                  | 5:51  |
| 6.  | A hole in the sky                                                               | 4:49  |
| 7.  | Clockwork                                                                       | 2:17  |
| 8.  | Melancholy holiday                                                              | 4:27  |
| 9.  | It always burns sideways (I:Same thing over again, II:Headphones in wonderland) | 5:49  |
| 10. | Blinding light                                                                  | 6:01  |
| 11. | Tangerine meme                                                                  | 3:05  |
| 12. | Fade away                                                                       | 10:27 |